# Vellozia glandulifera
Vellozia glandulifera är en enhjärtbladig växtart som beskrevs av Goethart och Johannes Jan Theodoor Henrard. Vellozia glandulifera ingår i släktet Vellozia och familjen Velloziaceae. Inga underarter finns listade.